# Bichilino da Spello
Bichilino (o Quichilino) da Spello (Spello, ... – ...; fl. 1304) è stato un giurista e poeta italiano, autore dictaminale in latino medievale, attivo nello Studium Patavinum nei primissimi anni del Trecento.

## Biografia
Originario di Spello, lo si ritrova maestro di ars dictandi presso l'Università di Padova nei primi anni del XIV secolo.
Il suo nome è tramandato in varie e difformi grafie: Bichilinus, Quichilinus, Quilichinus. La Biblioteca municipale di Metz, per un manoscritto poi andato perduto, riportava, da catalogo, la forma Bilichinus.
La sua figura è stata in passato erroneamente confusa, per omofonia e analogia, con quella di Quilichino da Spoleto, di comuni origini umbre. Quest'ultimo (il cui nome è conosciuto anche nelle forme Vilichino, o Wilichino) era anch'egli autore in lingua latina, ma la sua fioritura si colloca nella prima metà del Duecento, nel Regno di Sicilia, presso la corte di Federico II di Svevia.

### Pomerium rethorice
Bichilino è noto per un trattato di Ars dictandi, il Pomerium rethorice, pubblicato nel 1304. L'opera, in 5 libri, è un compendio dei maggiori trattati dictaminali. Esso contiene un florilegio di esempi di epistolografia e, secondo un uso tipico dei trattati tardo-duecenteschi, anche una dettagliata trattazione dedicata al sistema di punteggiatura.
Nell'introduzione, Bilichino propone il suo Pomerium come un'epitome di più estesi corsi scolastici, diligentemente impartiti, compendiati in forma di una sorta di dispensa intesa come strumento per facilitare agli studenti l'apprendimento della materia.
Il trattato di Bichilino è così suddiviso:
- Liber I: De hiis que ad artem dictatoriam generaliter pertinent
- Liber II: De salutacionibus et omnibus que ad ipsas pertinent
- Liber III: De hiis que circa exordia pertinent
- Liber IV: De narracionibus et annexis earum
- Liber V: De ceteris partibus epistole et de suis annexis
- Epilogus.

### Edizioni
- Vincenzo  Licitra (a cura di), Il Pomerium rethorice di Bichilino da Spello, Firenze, La Nuova Italia, 1979,  pp. XXII-104.
  - ristampa:  Vincenzo  Licitra (a cura di), Il Pomerium rethorice di Bichilino da Spello, Quaderni studi medievali e umanistici in Umbria, CISAM-Centro Studi sull'Alto Medioevo, 1992, ISBN 978-8-87-988514-0.